# 마티아 자카니
마티아 자카니(이탈리아어: Mattia Zaccagni, 1995년 6월 16일 ~ )는 이탈리아의 축구 선수이다. 그의 포지션은 미드필더 또는 스트라이커로, 현재 세리에 A의 라치오에서 활약하고 있다.

## 클럽 경력
2014년 9월 10일, 자카니는 베네치아에서 쥐트티롤과의 레가 프로 경기에서 프로 데뷔전을 치렀다.
2015년 9월 23일, 그는 1-0으로 패한 인테르나치오날레와의 경기에서 75분에 야코포 살라와 교체 투입되어 베로나 소속으로 세리에 A 데뷔전을 치렀다.
2020년 3월 17일, 그는 코로나바이러스-19 양성 판정을 받았다.
2021년 8월 31일, 자카니는 엘라스 베로나에서 라치오로 특정 조건 충족 시 발동될 완전 영입 옵션과 함께 임대 이적하였다.

## 국가대표팀 경력
자카니는 2020년 11월에 이탈리아 대표팀에 소집되었다.

## 수상 내역
개인
- 세리에 A 올해의 골: 2021[6]